# Puente viejo de Walton
El Puente viejo de Walton (en inglés, Old Walton Bridge) es un óleo sobre lienzo realizado por el pintor Canaletto en 1754.
Este cuadro fue pintado para Thomas Hollis durante la estancia del pintor veneciano en Inglaterra. Muestra el viejo puente de Walton, construido en madera según el proyecto de William Etheridge.
Se expone en la Dulwich Picture Gallery, Dulwich, Reino Unido.